# Congreso Extraordinario del PSOE (1979)
El Congreso Extraordinario del PSOE del año 1979. se celebró en Madrid (España) en septiembre de ese mismo año, bajo el lema Forjando el socialismo. Fue el tercer congreso socialista celebrado en España tras la dictadura franquista y el primero tras la renuncia de Felipe González al cargo de secretario general del partido. En este Congreso se abandonó el marxismo como ideología oficial del PSOE, aunque manteniendo las tesis marxistas como instrumento crítico y teórico dentro de la organización del Partido. A partir de este Congreso, el PSOE se definirá como un partido socialdemócrata y estructurado de manera federal.

## Antecedentes
Tras casi cuarenta años de exilio, los socialistas españoles, liderados por el renovador Felipe González, volvieron a establecer su dirección en territorio español. González, partidario de un transformación del PSOE siguiendo el modelo de los partidos socialistas europeos, presionó en el XXVIII Congreso del PSOE para que el Partido abandone las tesis marxistas. El Congreso rechazó las pretensiones de Felipe González, por lo que este renunció a su cargo de secretario general, que fue asumido por una Comisión Gestora encabezada por José Federico de Carvajal.

## Contexto político

### España en 1979
En el año 1979, España continuaba inmersa en el proceso de democratización iniciado tras la muerte del dictador Francisco Franco. En 1978 fue aprobada la Constitución que establecía un Estado democrático, social y de derecho bajo un régimen monárquico parlamentario. 
El 1 de marzo del 79 se celebraron las segundas elecciones generales de la democracia, ganadas por la coalición gubernamental Unión de Centro Democrático, siendo reelegido presidente del Gobierno Adolfo Suárez. El PSOE se consolidó como segunda fuerza política de España, mientras que el Partido Comunista también obtuvo unos buenos resultados. La derechista Alianza Popular, los catalanistas de Convergència i Unió y los vasquistas del Partido Nacionalista Vasco y Herri Batasuna también obtuvieron una considerable representación parlamentaria.
También este año fue uno de los más activos de la organización Euskadi Ta Askatasuna, que cometió hasta un total de 86 asesinatos. Los Grupos de Resistencia Antifascista Primero de Octubre, de ideología ultraizquierdista, asesinaron a un total de diez personas (aunque los nueve asesinatos cometidos en una cafetería madrileña nunca fueron reivindicados por los GRAPO). También se produjeron acciones terroristas contra militantes de ETA y del GRAPO, promovidas por organizaciones criminales de extrema derecha (Alianza Apostólica Anticomunista, Batallón Vasco Español).

### El PSOE en 1979
El año 1979 fue un año muy convulso para el PSOE. Durante este año, el Partido celebró dos Congresos. En el XXVIII Congreso, en mayo, fue rechazada la propuesta del secretario general Felipe González, quien abogó por abandonar las tesis marxistas. González renunció a su cargo de secretario general, por lo que la dirección del partido tuvo que ser asumida por una Comisión Gestora. En septiembre se celebró un Congreso Extraordinario en el que se abandonó definitivamente los postulados marxistas y se aceptó el socialismo democrático como ideología oficial. Felipe González volvió a ser elegido secretario general.
Por otro lado, antes del Congreso de mayo, en marzo, se celebraron elecciones generales. El PSOE resultó la segunda fuerza política más votada, con casi cinco millones y medio de votos. Además, fue la segunda fuerza y la primera de izquierdas más representada, con un total de 121 escaños.

## El Congreso
El Congreso Extraordinario del Partido Socialista Obrero Español de 1979 se celebró entre los días 28 y 29 de septiembre. Asistieron un total 421 delegados, siendo las federaciones más representadas las de Andalucía (103 delegados), País Valenciano (63), Castilla-La Mancha (41), Madrid (38), Euskadi (24) y Asturias (23). Además fueron representadas las Federaciones del Exterior, con un total de 16 delegados. También fueron invitados representantes de varios partidos socialistas de Europa y América, y de otras organizaciones progresistas.
El Congreso estuvo marcado por la división de las dos corrientes mayoritarias del Partido. Los «moderados», entre los que se encontraban el secretario Felipe González y Alfonso Guerra, eran partidarios de la renovación del PSOE y el abandono del marxismo como ideología oficial. Por otro lado, el «sector crítico» (histórico), entre cuyos principales valedores estaban Pablo Castellano y Francisco Bustelo, defendían la línea tradicional marxista del PSOE y también una mayor autonomía para las federaciones regionales.
Tras las sesiones en las que se debatió qué línea debía seguir el partido, se procedió a redactar la resolución política. Finalmente no se impusieron claramente las propuestas de los dos sectores, porque aunque el marxismo dejó de ser la ideología oficial del PSOE, siguió siendo un «instrumento teórico, crítico y no dogmático» dentro del programa político socialista. En la elección de la Comisión Ejecutiva se produjo una clara victoria de los «moderados», que obtuvo el 86 % de los votos, frente al 7 % de votos conseguidos por el sector «histórico».
El líder del sector renovador, Felipe González, volvió a ser elegido secretario general, tras su dimisión en el XXVIII Congreso. Ramón Rubial volvió a ser elegido presidente del partido, mientras que Alfonso Guerra fue designado como vicesecretario general. 
| Predecesor: XXVIII Congreso | Congreso Extraordinario del PSOE 1979 | Sucesor: XXIX Congreso |